# Doliny Wielkie
Doliny Wielkie (ukr. Великі Долини) – wieś na Ukrainie, w obwodzie lwowskim, w rejonie lwowskim (wcześniej w rejonie żółkiewskim). W 2001 roku liczyła 181 mieszkańców.